# Cratere Barsukov
Barsukov  è un cratere sulla superficie di Marte.